# 非常人贩
《玩命快遞》（法語：Le Transporteur）是一部2002年英語法國動作片，由元奎執導，盧·貝松與勞勃·馬克·卡門共同擔任編劇，傑森·史塔森、舒淇、法藍柯·波蘭德、麥特·蘇茲和里克·扬主演。本片靈感來自短片系列《寶馬廣告網路電影精選》，為《玩命快遞》系列電影的首部作品。電影劇情講述居住在法國的英國僱傭兵法蘭克·馬丁（Frank Martin，史塔森飾演）發現自己捲入了一場人口走私陰謀。
本片2002年10月2日在美國洛杉磯攝政村劇院，10月11日由二十世紀福斯安排在美國上映，法國則由歐羅巴影業定在10月23日上映；全球票房總計4390萬美元。影評界對《玩命快遞》看法褒貶不一，但對片中的動作場面以及史塔森的演出表示讚賞。續集為2005年上映的《玩命快遞2》。

## 劇情
法蘭克·馬丁是前英國特種作戰士兵，現居住在法國擔任駕駛高手／僱傭兵——「快遞員」（The Transporter）。他在運輸包裹時嚴格遵守三項規定：「永不改變交易」、「不過問雙方姓名」、「切勿打開快遞」。
在尼斯，法蘭克受僱開著自己的寶馬735i運送三名銀行劫匪，並遭大批警車追捕，最後成功到達目的地。事後，劫匪們因他們的業餘駕駛技術而仍遭警方逮捕。當地警官塔科尼來到法蘭克位於蔚藍海岸的別墅，詢問逃離搶劫現場的黑色寶馬車的情況。塔科尼因缺乏實質證據而離開。隨後，法蘭克受僱向美國人「華爾街」遞送一枚50公斤的包裹。運送途中，法蘭克在更換漏氣的輪胎時，發現放在後車廂的包裹在動；他違反了第三條規則，打開包裹並給裡面被封嘴的女子喝點東西。女子試圖逃跑，但被法蘭克抓回，並將她和發現他們的兩名警察一起放回了後車廂。法蘭克按承諾將包裹送給華爾街，並同意從事另一項工作：運送一枚公事包。在休息站，法蘭克停下來為後車箱裡的警察買飲料時，藏在公事包裡的炸彈突然引爆。
為了報仇，法蘭克回到了華爾街的別墅，在此擊敗了對方的幾名手下。隨後，法蘭克偷了輛梅赛德斯-奔驰S级逃跑，卻發現「包裹」也在車上，最後決定把這位名叫賴的年輕女子帶回了家。華爾街從躺醫院的一名手下口中得知，法蘭克倖存並襲擊了自己的家。第二天，塔科尼前來詢問法蘭克被毀的寶馬，法蘭克則聲稱自己的車被人偷走。賴介紹自己是法蘭克的新廚師兼女友，以支撐法蘭克的不在場證明。塔科尼離開後不久，華爾街的殺手向房子發射导弹並用自動武器掃射，徹底摧毀了別墅。
法蘭克和賴勉強透過水底通道逃到附近的安全屋。後來，在警察局接受塔科尼的訊問時，賴利用塔科尼的電腦，尋找有關華爾街的資訊。法蘭克被華爾街認為已死，於是想要重建別墅並開始新的生活，拒絕和賴回去找華爾街。賴則告訴法蘭克，華爾街是人販子，有四百名中國人被困在貨櫃中，其中包括她的家人。法蘭克和賴來到華爾街的辦公室，華爾街透露賴的父親季先生也是人口販子、華爾街的犯罪同夥。季先生現身時，其手下制伏了法蘭克；季和華爾街向到場的塔科尼指責法蘭克綁架了賴。
塔科尼將法蘭克關在了警局，但在發現法蘭克不會受到搜查令的限制，加上能夠比警察更快地破案，於是同意作為假人質幫助法蘭克逃跑，並在卡西港口放走了他。法蘭克至馬賽的碼頭，發現人口販子將貨櫃裝上卡車。法蘭克被發現，於是與對方的人馬展開鬥毆，並在槍口下倖存。然後，他偷了一輛舊車，並在黎明時追趕，直到車子在一條鄉間小路上拋錨。法蘭克挾持了一輛輕航機，沿著高速公路來到卡車隊旁，並用降落傘降落到其中一輛卡車上。
經過長時間的搏鬥後，法蘭克搶到了一輛卡車並將華爾街扔出了行駛的卡車，讓他被車輪碾死（在美國版本中，華爾街只是被扔出了卡車並被捕）。但法蘭克遭持槍的季逮到，當他從卡車上下來後，被帶到了懸崖邊；法蘭克準備反擊，直到搶到一把槍的賴不情願地開槍射殺了父親。隨後，塔科尼和警方一起到場，讚賞了法蘭克，並救出了被困在兩個貨櫃內的人。

## 演員
- 傑森·史塔森飾演法蘭克·馬丁（Frank Martin）
- 舒淇飾演季賴（Lai Kwai）
- 麥特·蘇茲飾演戴倫·「華爾街」·貝藤科特（Darren "Wall Street" Bettencourt）
- 法藍柯·波蘭德（英语：François Berléand）飾演塔科尼督察（Inspector Tarconi）
- 里克·扬飾演季先生（Mr. Kwai）
- 文森·尼梅司（法语：Vincent Nemeth）飾演飛行員

## 評價
本片在爛番茄網站上基於128篇評論，新鮮度54%，平均得分5.7／10；該網站共識：「《玩命快遞》以犧牲連貫的故事敘述為代價來獻上動作。」在Metacritic上，電影根據27位影評的打分而獲得51分（滿分100），代表「褒貶不一的評價」。

## 備註
1. ↑  本片由元奎與路易斯·賴托瑞聯合執導，賴托瑞掛名為藝術監督。